# アルオスメンテ
『アルオスメンテ』は、あきによる日本の漫画。2015年5月16日まで『コミックZERO-SUM増刊WARD』（一迅社）にて連載された。『WARD』休刊後、『ゼロサムオンライン』にて連載が続いている。単行本は6巻まで発刊されている。

## あらすじ
「真実」を神託として知ることのできる、国内唯一の神託士・レグナは、ある時期から一つの強烈な神託を聞くようになる。それはただ一言、「死んでしまえ」という、誰のものかもわからない皇帝への殺意を顕にしたものであった。レグナは皇帝を守るべく、声の主を見つけるため、古より伝わる占い・賢者の夢（アルオスメンテ）を秘密裏に試す。
夢の中に現われた賢者は、レグナに一つの試練を課す。それは、10枚のタロットカードが示唆する人物を正しく当てはめる、というものだった。一見単純に思えるその試練は、皇帝の周囲の人々の真の感情・関係性を見抜く必要性を迫るものであった。正しく当てはめることができなければ試練は失敗に終わり、現実世界の運命もそれに伴って、望まぬ方向へ転がってしまうという。
殺意の主を見つけるためだけに始まった試練であったが、それはレグナ自身の生い立ちや、亡き父に纏わる人々の感情、そして国境争いの事件にまで深く絡んでいることがしだいに明らかとなる。
周囲の人々を疑いながらも、過去の因縁と複雑に絡まり合う人間関係の輪に徐々に組み込まれていきながら、レグナは自ら、謎と真実に向き合い始める。

## 登場人物
レグナ
主人公。常に皇帝に一番近いところにいる存在である、国内で唯一の神託士。周囲の者からは、その能力と性格、そして衣装から「エンジェル」と呼ばれている。聡明であり、素直で誠実な人柄だが、頭が固いため、アルオスメンテの試練に苦戦する。
アルシャン
皇帝。7人の側近と共に国政に携わる。レグナとは幼馴染である。まだ幼さが抜けない部分があり、真面目さゆえに小言の多いレグナに対して、反発しつつも、心の底では信頼している。好奇心旺盛で何事にも一生懸命に取り組む。
ランテ
側近の1人。白騎士団長。ダンテは双子の兄に当たる。人当りがよく明るい性格で、ムードメーカーかつトラブルメーカー的存在であるが、どことなく影のある部分を見せるときがある。本人の意図しているところかそうでないかは不明だが、巧みにレグナと周囲の人々を結びつけた。
ダンテ
側近の1人。 黒騎士団長。ランテは双子の弟にあたる。10年前の事件で見せた伝説的な強さより、「黒い戦車（ノイエ・トラリッド）」の異名を持つ。ランテとは逆に無口で、冷たい印象を与えるが、それは絶対的なものが自分自身しかないという信条からである。自分と世界を繋ぐ存在としてのランテを心から大切に思っている。
モーラン
側近の1人。医者。センタリス出身。神託を嫌っており、神託士であるレグナのことも信頼していない。悪筆で有名である。
ジャスミン
側近の1人。軍師。城の研究室の長であり、アルシャンと共に実験などもしている。ランテとよく軽口をたたき合っている。口は悪いが、ユーモラスで味のある人間。
パルティン
側近の1人。城の図書室の管理者。所蔵する本に精通している。表情に乏しいが、その実、面倒見の良い正直者。
リタ・リナ
側近の1人。白騎士団副団長。女性ながら非常に武術に長けている。ランテに好意を持っている。
キアン
レグナの父。大神託士とも言われた人物。レグナにとっては厳しくも優しい部分のあった父で、憧れの存在でもあったが、皇帝を第一に据えるあまりに周囲を顧みない行動が周囲に波紋を広げ、何者かに惨殺されたと思われている。現在でも騎士団員たちからは恨まれている。
ディーベルト
元老院の一員。キアン亡き後、レグナの親代わりとなった人物で、良き相談役。殺意についての神託についても、レグナから相談を受けており、アルオスメンテを勧めた本人である。
リヒター
元黒騎士団長。ランテとダンテの双子を拾ってからは、その面倒見役となっていた。幼い頃のレグナに、神託にて反逆の罪に問われ、現在も牢に入っている。
ラミア
元黒騎士団副団長。持前の気前の良さで、ランテとダンテの双子から話を聞きだすことに成功した唯一の人物。10年前の事件時、双子を助けようと門の外へ出て、戦死した。

## 作中用語
アルオスメンテ
伝説の賢者から知恵を授かるための、古来より伝わる由緒ある儀式である。用意するものは2つあり、1つ目は「賢者の石」（黒いもの）、2つ目は「聖なる布」（白いもの）である。賢者の石を聖なる布に抱いて眠れば、夢に賢者が現れ、正しい道を指し示してくれる。アルオスメンテを試みる者は、賢者のテーブルの上で展開される、上述の試練に取り組まなければならない。
賢者
アルオスメンテを行う者の夢の中に棲む、道を指し示してくれる者。賢者の姿は、夢を見る者の賢者の姿に由来する。レグナの場合、賢者はレグナ自身の姿をしていたが、それはレグナの賢者像が「間違いをしない人物」であったからだった。姿は同じでも性格は異なり、試練に手こずるレグナを皮肉りつつ、物語の鍵となる事象を仄めかす。

## 書籍情報
- あき 『アルオスメンテ』 一迅社〈ゼロサムコミックス〉、既刊6巻（2016年6月25日現在）
  1. 2011年3月5日初版発行 ISBN 978-4-7580-5587-1
  2. 2012年3月5日初版発行 ISBN 978-4-7580-5685-4
  3. 2013年2月5日初版発行 ISBN 978-4-7580-5782-0
  4. 2014年2月5日初版発行 ISBN 978-4-7580-5884-1
  5. 2015年1月24日初版発行 ISBN 978-4-7580-5988-6
  6. 2016年6月25日発売 ISBN 978-4-7580-3195-0